# Fasanfugle
Fasanfugle er en familie af hønsefugle med omkring 180 forskellige arter, der fortrinsvis er udbredt i Asien, men desuden med mange arter i Afrika, Europa og Nordamerika. Arterne lever som regel mere eller mindre skjult på jorden og høres derfor oftere, end de ses.

## Fællestræk
Fødderne er karakteristiske ved, at bagtåen sidder højere og er mindre udviklet end fortæerne. Desuden er tarsen (mellemfoden) forsynet med op til fire sporer.
Der kan være stor forskel på udseendet af han og hun, hvor hannen kan være stor, farverig og med en lang hale, mens hunnen, som udruger og passer ungerne, er bedre tjent med sit brune camouflagemønster.

## Eksempler
Eksempler på fasanfugle er fasan og påfugl. Desuden medregnes nu også urfugle (skovhøns) til fasanfuglene. Ringfasanen (Phasianus colchicus), som er almindelig i Danmark, stammer oprindeligt fra Asien.